# Dainu skapis

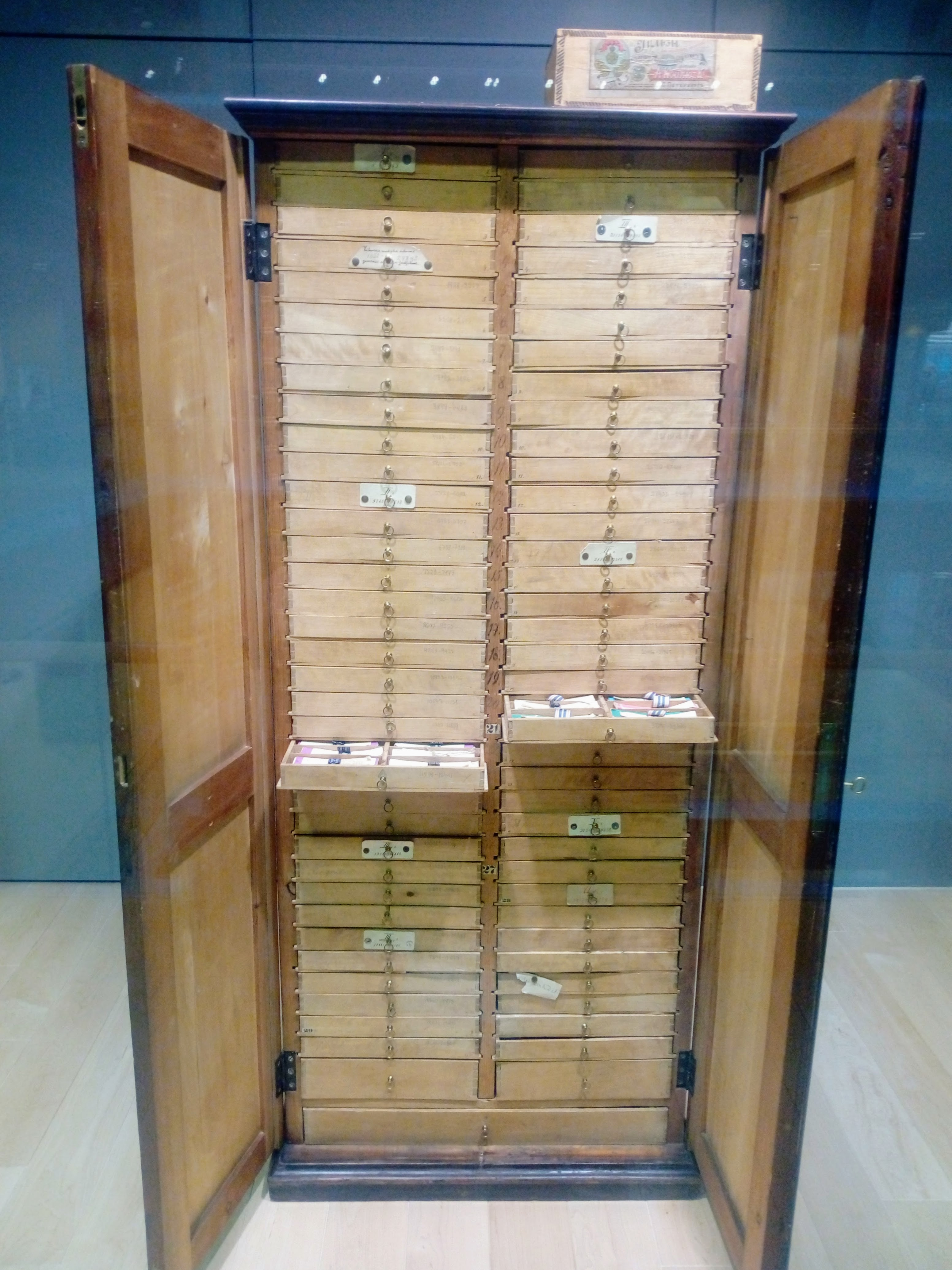
L'Armadio originale nella Biblioteca nazionale della Lettonia.

Il Dainu skapis (in lettone: "l'armadio dei dainu" ovvero "l'armadio dei canti tradizionali"; in inglese Cabinet of Folksongs o Cabinet of Dainas) è un armadio alto 160 cm, largo 66 cm e spesso 42 cm, in cui sono conservati tutti i canti popolari lettoni (daina) raccolti dal folklorista lettone Krišjānis Barons. L'armadio stesso fu realizzato a Mosca nel 1880 a partire da un progetto di Barons. Nel 2001, il Dainu skapis è stato incluso nel Registro della Memoria del mondo dell'UNESCO.

## Storia
Barons iniziò a collezionare canti popolari nel 1868 (o 1878) con lo scopo di dimostrare «che la cultura lettone nella sua parte più antica ha lo stesso valore della cultura di altre nazioni». Il mobile fu costruito a Mosca nel 1880 e si basava su un progetto di Barons stesso. Fu ritenuto necessario a causa della mole di canzoni popolari inviategli; prima della fabbricazione del mobile, le canzoni popolari venivano conservate in scatole di carta per sigarette. Quando, nel 1893, la quantità di testi si avvicinò ai 150000, Barons rientrò in Lettonia con il suo archivio.
Dopo la morte del suo fautore, l'armadio è stato conservato nel caveau di una banca. Fu trasferito negli Archivi del Folclore Lettone nel 1940, all'Istituto di Letteratura, Folclore e Arte dell'Accademia lettone delle Scienze nel 1945, all'Istituto di Letteratura, Folclore e Arte dell'Università della Lettonia nel 1999 e al nuovo edificio della Biblioteca nazionale della Lettonia nel 2014. Prima del trasferimento alla Biblioteca nazionale e della sua esposizione pubblica, l'Armadio era assicurato per un milione di euro.
Sono state realizzate due copie dell'Armadio, una copia nel Museo Krišjānis Barons e un'altra all'interno del maniero Stankevich in Russia, dove Barons aveva iniziato a lavorare al progetto. Nel 1998 fu avviata la digitalizzazione dei contenuti dell'Armadio e dal 2006 i suoi contenuti sono completamente disponibili online. Nel 2001 il Dainu skapis è stato inserito nel Registro della Memoria del mondo dell'UNESCO.

## Descrizione
L'armadio ha 73 cassetti di diverse dimensioni riempiti con carte di misura 3×11 cm. I tre grandi cassetti sul fondo immagazzinano i materiali d'archivio. Lo skapis ospita 268815 pagine con canti popolari composti dai 4 agli 8 versi, oltre ad altri testi come indovinelli e adagi.